# Иванов, Григорий Алексеевич
Григорий Алексеевич Иванов (10 [22] февраля 1897, Шолоково, Вятская губерния — 1963) — удмуртский государственный деятель. Жертва сталинских репрессий.

## Биография
Григорий Алексеевич родился в поселке Шолоково Ягошурской волости Глазовского уезда (ныне — в Балезинском районе Удмуртии). Окончил Казанский сельскохозяйственный институт.

## Политическая деятельность
- 1918—1919 секретарь Глазовского уездного исполкома (Вятская губерния)
- 1919—1920 председатель Глазовской уездной коллегии по делам пленных и беженцев
- 1920—1922 заместитель Глазовского уездного комиссара по продовольствию
- 1926—1927 заместитель заведующего Вотским областным земельным управлением
- 1927—1928 заведующий Вотским областным земельным управлением
- 1928—1929 председатель Глазовского уездного исполкома (Вотская АО)
- 1929—1930 заместитель председателя Вотской областной плановой комиссии
- 1930- 2.1931 заведующий Сельскохозяйственной секцией Нижегородской краевой плановой комиссии
- 2.1931 — 12.1.1935 председатель исполкома Вотской — Удмуртской автономной области
- 26 января—10 февраля 1934 года делегат XVII съезда ВКП(б) с решающим голосом от Горьковской парторганизации[1].
- 12.1.1935 — 21.3.1937 председатель ЦИК Удмуртской АССР
- 12.1.1935 — 30.10.1937 председатель СНК Удмуртской АССР
- 1937? — 7.1938 зам. директора Управления лесами завода № 180 (Ижевск).

## Репрессии
Арестован в 1938 году. Военным трибуналом Уральского военного округа в августе 1941 года оправдан и освобождён из-под стражи.